# Fam jezik
Fam jezik (ISO 639-3: fam), jezik sjeverne bantoidne skupine kojim govori oko 1 000 ljudi u nigerijskoj državi Taraba, oko 17 kilometara istočno od grada Kungana. Kako nije srodan s mambiloidnim i dakoidnim jezicima čini posebnu podskupinu.

## Vanjske poveznice
- Ethnologue (14th)
- Ethnologue (15th)